# Robbie Daymond
Robert Daymond Howard, noto professionalmente come Robbie Daymond (Chesterfield, 11 marzo 1982), è un doppiatore statunitense, conosciuto principalmente per i suoi ruoli in videogiochi quali WarioWare Gold, Persona 5,  Fire Emblem: Three Houses, Fire Emblem Warriors: Three Hopes, Final Fantasy XV e Cyberpunk 2077, nonché nelle serie animate Spider-Man, Jujutsu Kaisen e Infinity Train, oltre che per le numerose partecipazioni alle campagne di Critical Role.

## Biografia

### Primi anni
Robbie Daymond è nato a Chesterfield, Missouri da Laura Marks, donna di discendenze tedesche, e un uomo di origini Apache che tuttavia non ha riconosciuto il bambino lasciandola a crescerlo da sola con l'aiuto dei genitori a Warrenton. Nel 1995 sua madre si è risposata con Gregory Allen Howard, dal quale Daymond ha preso il cognome. La sua famiglia si è quindi trasferita a Saint Charles, dove ha iniziato ad interessarsi alla recitazione a 10 anni dopo aver preso parte a una rappresentazione scolastica di On Golden Pond di Ernest Thompson.
Nel 2000 ha iniziato a frequentare la Webster University, ma successivamente si è trasferito all'Università del Nevada - Las Vegas, conseguendo un Bachelor of Fine Arts in performance teatrale nel 2004. Si è inoltre esibito ed ha insegnato al Nevada Conservatory Theatre, gemellato con la UNLV, ricevendo il Master of Fine Arts nel 2007.

### Carriera
Nel 2007, Daymond si è trasferito a Los Angeles per lavorare come istruttore universitario alla New York Film Academy e al Quixote Studio. Ha recitato in alcuni film, serie televisive e spot pubblicitari, per poi iniziare a dedicarsi al doppiaggio nel 2009 e, dal 2011, iniziare a dedicarvisi a tempo pieno.
Daymond ha doppiato i protagonisti di diverse serie animata: SwaySway nel programma di Nickelodeon Breadwinners - Anatre fuori di testa, Blake Myers nella serie Nick Blake sotto assedio! e l'Uomo Ragno in Spider-Man, trasmesso per la prima volta su Disney XD nel 2017.
I ruoli di Daymond in anime e videogiochi includono invece Mamoru Chiba nel ridoppiaggio Viz Media di Sailor Moon, Spatent Rider in One-Punch Man, Hubert von Vestra in Fire Emblem: Three Houses, Mike, Orbulon e Young Cricket in WarioWare Gold, Sorey in Tales of Zestiria, Gorō Akechi in Persona 5, Lloyd Bannings in The Legend of Heroes: Trails of Cold Steel II e IV, Joe Kido in Digimon Adventure tri., Prompto Argentum in Final Fantasy XV, Fret in Halo Infinite, Smokey Brown in Le bizzarre avventure di JoJo, Chrollo Lucilfer in Hunter × Hunter, Kayn in League of Legends, Gilthunder in The Seven Deadly Sins - Nanatsu no taizai, Chai in Hi-Fi Rush, Stardust Cookie in Cookie Run: Kingdom, Adam Bindewald in Godzilla - Il pianeta dei mostri, Godzilla - Minaccia sulla città e Godzilla mangiapianeti.
Da giugno ad agosto 2021 Daymond ha preso parte a Exandria Unlimited, serie limitata spin-off della webserie di gioco di ruolo dal vivo Critical Role, nei panni di Dorian Storm, personaggio che ha successivamente continuato ad interpretare in varie altre sessioni della terza campagna dello show in qualità di guest star ricorrente, nonché nella miniserie Exandria Unlimited: Kymal. Polygon ha commentato che Dorian avesse una "bellissima trama" e che la performance "eccezionale" di Daymond «è stata così fondamentale per l'inizio della Campagna 3 [---] ha partecipato alle battute e alle reazioni sciocche del cast, ma ha anche lasciato spazio a momenti di gravità ed esplorazione emotiva. Parte di ciò che rende la sua interpretazione di Dorian una gioia da guardare è la consapevolezza che è nuovo al tavolo e abbastanza nuovo all'hobby»". Nel 2023 ha preso parte all'antologia horror della Critical Role Productions Candela Obscura: The Circle of the Vassal & the Veil nei panni del professor Howard Margrove; inoltre è uno dei narratori dell'audiolibro Critical Role: Vox Machina – Kith & Kin, edito nel 2021.

## Vita privata
Daymond ha conosciuto Megan Lynn Strand nel 2004 durante gli studi all'Università del Nevada - Las Vegas, i due si sono in seguito trasferiti a Los Angeles, dove hanno convissuto in una relazione altalenante per otto anni prima di fidanzarsi ufficialmente nel 2017, per poi sposarsi il 7 aprile 2019. La coppia ha due figli.

## Filmografia

### Cinema
- Patema Inverted (サカサマのパテマ?, Sakasama no Patema) - film d'animazione (2014)
- Strange Magic - film d'animazione (2015)
- The Last: Naruto the Movie (ザ・ラスト -NARUTO THE MOVIE-)- film d'animazione (2015)
- Digimon Adventure tri. (デジモンアドベンチャーtri., Dejimon Adobenchā Torai) - serie di film d'animazione (2015-2018)
- Quackerz - film d'animazione (2016)
- Barbie - Avventura stellare (Barbie: Star Light Adventure) - film d'animazione (2016)
- Kingsglaive: Final Fantasy XV (キングスグレイブ ファイナルファンタジーXV?, Kingusugureibu: Fainaru Fantajī Fifutīn) - film d'animazione (2016)
- Sailor Moon R The Movie - La promessa della rosa (劇場版美少女戦士セーラームーンR?, Gekijōban Bishōjo Senshi Sērā Mūn R) - film d'animazione (2017)
- Boruto: Naruto the Movie (ボルト -NARUTO THE MOVIE-) - film d'animazione (2017)
- La forma della voce - A Silent Voice (聲の形?, Koe no katachi) - film d'animazione (2017)
- Godzilla - Il pianeta dei mostri (GODZILLA 怪獣惑星?, Godzilla - Kaijū Wakusei) - film d'animazione (2018)
- Una ragazza alla moda (はいからさんが通る?, Haikara-san ga tōru) - film d'animazione (2018)
- Godzilla mangiapianeti (GODZILLA 星を喰う者?, Godzilla - Hoshi o kū mono) - film d'animazione (2018)
- Sailor Moon SS The Movie - Il mistero dei sogni (美少女戦士セーラームーンSuperS セーラー9戦士集結!ブラック・ドリーム・ホールの奇跡?, Bishōjo senshi Sērā Mūn SuperS Sērā 9 Senshi shūketsu! Burakku dorīmu hōru no kiseki) - film d'animazione (2018)
- Godzilla - Minaccia sulla città (GODZILLA 決戦機動増殖都市?, Godzilla - Kessen Kidō Zōshoku Toshi) - film d'animazione (2019)
- Voglio mangiare il tuo pancreas (君の膵臓をたべたい?, Kimi no Suizō o Tabetai) - film d'animazione (2019)
- Ni no kuni (二ノ国) - film d'animazione (2020)
- Digimon Adventure: Last Evolution Kizuna (デジモンアドベンチャー LAST EVOLUTION 絆) - film d'animazione (2020)
- Pretty Guardian Sailor Moon Eternal - Il film (劇場版美少女戦士セーラームーンエターナル?, Gekijōban Bishōjo senshi Sērā Mūn Etānaru) - film d'animazione (2021)
- The Seven Deadly Sins: Cursed by Light (劇場版 七つの大罪 光に呪われし者たち, Gekijōban Nanatsu no Taizai: Hikari ni Norowareshi Mono-tachi) - film d'animazione (2021)
- My Hero Academia: World Heroes' Mission (僕のヒーローアカデミア THE MOVIE ワールドヒーローズミッション?, Boku no Hīrō Akademia Za Mūbī: Wārudo Hīrōzu Misshon) - film d'animazione (2021)
- Bubble (バブル?, Baburu) - film d'animazione (2022)
- Legione di supereroi (Legion of Super-Heroes) - film d'animazione (2023)
- Ken il guerriero - La leggenda di Hokuto (真救世主伝説 北斗の拳 ラオウ伝 殉愛の章?, Shin kyūseishu densetsu Hokuto no ken: Raō den - Jun'ai no shō) - film d'animazione (2023)
- Ken il guerriero - La leggenda di Raoul (真救世主伝説 北斗の拳 ラオウ伝 殉愛の章?, Shin kyūseishu densetsu Hokuto no ken: Raō den - Gekitō no shō) - film d'animazione (2023)
- Digimon Adventure 02: The Beginning (デジモンアドベンチャー02 THE BEGINNING) - film d'animazione (2023)
- Shit Show - corto d'animazione (2023)
- Maboroshi (アリスとテレスのまぼろし工場, Arisu to Teresu no Maboroshi Kōjō) - film d'animazione (2024)

### Televisione
- Transformers: Rescue Bots - serie animata, 7 episodi (2012-2016)
- Ever After High - serie animata, 71 episodi (2013-2016)
- Breadwinners - Anatre fuori di testa (Breadwinners) - serie animata, 40 episodi (2014-2016)
- Sailor Moon (美少女戦士セーラームーン?, Bishōjo senshi Sērā Mūn) - anime, 152 episodi (2014-2019) - Mamoru Chiba
- Disk Wars: Avengers (ディスク・ウォーズ：アベンジャーズ, Disuku Wōzu: Abenjāzu) - anime, 51 episodi (2014-2015)
- Gundam - Origini (機動戦士ガンダム: THE ORIGIN?, Kidō senshi Gandamu: The Origin) - anime, episodio 1x03 (2015-2016)
- Naruto: Shippuden (NARUTO -ナルト- 疾風伝?, Naruto: Shippūden) - anime, 14 episodi (2015-2017)
- Sword Art Online (ソードアート・オンライン?, Sōdo Āto Onrain) - anime, 3 episodi (2015)
- Charlotte (シャーロット?, Shārotto) - anime, 9 episodi (2015)
- Fate/stay night (フェイト／ステイナイト?, Feito/sutei naito) - anime, 9 episodi (2015)
- Le bizzarre avventure di JoJo (ジョジョの奇妙な冒険, JoJo no Kimyō na Bōken) - anime, 16 episodi (2015)
- Durarara!! (デュラララ!!?) - anime, 7 episodi (2015-2016)
- The Seven Deadly Sins - Nanatsu no taizai (七つの大罪?, Nanatsu no taizai) - anime, 49 episodi (2015-2021)
- Pretty Guardian Sailor Moon Crystal (美少女戦士セーラームーンＣｒｙｓｔａｌ?, Bishōjo senshi Sērā Mūn Crystal) - anime, 39 episodi (2015-2017)
- Blake sotto assedio! (Get Blake!/Objectif Blake!) - serie animata, 52 episodi (2015-2018)
- Avengers Assemble - serie animata, 2 episodi (2016)
- Star Wars Rebels - serie animata, 2 episodi (2016)
- Aldnoah.Zero (アルドノア・ゼロ?, Arudonoa Zero) - anime, 12 episodi (2016)
- Bugie d'aprile (四月は君の嘘?, Shigatsu wa kimi no uso) - anime, 4 episodi (2016)
- Mobile Suit Gundam: Iron-Blooded Orphans (機動戦士ガンダム 鉄血のオルフェンズ?, Kidō Senshi Gandamu Tekketsu no Orufenzu) - anime, 20 episodi (2016)
- One-Punch Man (ワンパンマン?, Wanpanman) - anime, 16 episodi (2016-2024)
- Tales of Zestiria the X (テイルズ オブ ゼスティリア ザ Xクロス, Teiruzu Obu Zesutiria Za Kurosu) - anime, 23 episodi (2016-2017)
- God Eater (ゴッドイーター, Goddo Ītā) - anime, 13 episodi (2016-2017)
- Hunter × Hunter (ハンター×ハンター?, Hantā × Hantā) - anime, 16 episodi (2017)
- The Tom & Jerry Show - serie animata, 3 episodi (2017)
- OK K.O.! (OK K.O.! Let's Be Heroes) - serie animata, 19 episodi (2017-2019)
- Spider-Man - serie animata, 19 episodi (2017-2020) - Spider-Man
- Gli Avengers del futuro (マーベル フューチャー・アベンジャーズ, Māberu Fu~yūchā Abenjāzu) - anime, 6 episodi (2017-2018)
- Un marzo da leoni (3月のライオン?, 3-gatsu no raion) - anime, 14 episodi (2017)
- Guardiani della Galassia (Guardians of the Galaxy) - serie animata, 2 episodi (2018) - Spider-Man
- Kabaneri of the Iron Fortress (甲鉄城のカバネリ?, Kōtetsujō no kabaneri) - anime, 12 episodi (2018)
- Katsugeki / Touken Ranbu (活撃 刀剣乱舞) - anime, 13 episodi (2018)
- Skip Beat! (スキップ・ビート!?, Sukippu Bīto!) - anime, 25 episodi (2018)
- Baki the Grappler (グラップラー刃牙?) - anime, 3 episodi (2018-2020)
- Rokka: Braves of the Six Flowers (六花の勇者?, Rokka no yūsha) - anime, 12 episodi (2018)
- FLCL (フリクリ?, Furi Kuri) - anime, 3 episodi (2018)
- Re:Zero - Starting Life in Another World (Re：ゼロから始める異世界生活?, Re: zero kara hajimeru isekai seikatsu) - anime, 10 episodi (2018-2020)
- Last Hope (重神機パンドーラ?, Jūshinki Pandōra) - anime, 26 episodi (2018)
- Boruto: Naruto Next Generations (ＢＯＲＵＴＯ― ボルト ― ＮＡＲＵＴＯ ＮＥＸＴ ＧＥＮＥＲＡＴＩＯＮ―) - anime, 176 episodi (2018-2024)
- Isekai Quartet (異世界かるてっと?, Isekai Karutetto) - anime, 4 episodi (2019)
- L'attacco dei giganti (進撃の巨人?, Shingeki no kyojin) - anime, episodio 4x20 (2019)
- Cells at Work! - Lavori in corpo (はたらく細胞?, Hataraku saibō) - anime, 14 episodi (2019)
- Bungo Stray Dogs (文豪ストレイドッグス?, Bungō Sutorei Doggusu) - anime, episodio 3x04 (2019)
- Pinky Malinky - serie animata, 7 episodi (2019)
- Carmen Sandiego - serie animata, 2 episodi (2019)
- The Rocketeer - serie animata, 8 episodi (2019)
- Young Justice - serie animata, 5 episodi (2019-2022)
- Fate/Grand Order: zettai majū sensen Babylonia (Fate/Grand Order -絶対魔獣戦線バビロニア-?, Feito/gurando ōdā -zettai majū sensen Babironia-) - serie animata, 13 episodi (2019-2020)
- Demon Slayer - Kimetsu no yaiba (鬼滅の刃?, Kimetsu no yaiba) - serie animata, 8 episodi (2019-2024)
- Scooby-Doo and Guess Who? - serie animata, 3 episodi (2020-2021)
- Infinity Train - serie animata, 8 episodi (2020)
- Chico Bon Bon: Monkey with a Tool Belt - serie animata, 38 episodi (2020)
- Konosuba! - This Wonderful World (この素晴らしい世界に祝福を！?, Kono subarashii sekai ni shukufuku o!) - anime, 3 episodi (2020)
- Ghost in the Shell: SAC 2045 (攻殻機動隊 SAC_2045?, Kōkaku kidōtai SAC_2045) - anime, 2 episodi (2020)
- BNA: Brand New Animal (BNA ビー・エヌ・エー?, Bī enu ē) - anime, 9 episodi (2020)
- The God of High School (갓 오브 하이스쿨?, Godeunghaggyo sin) - anime, 13 episodi (2020)
- Jujutsu kaisen (呪術廻戦?) - anime, 24 episodi (2020-2024)
- I Rugrats (Rugrats) - serie animata, episodio 1x01 (2021)
- Aquaman: King of Atlantis - miniserie aanimata, episodio 1x01 (2021)
- I Casagrande (The Casagrandes) - serie animata, 2 episodi (2021)
- Kuroko's Basket (黒子のバスケ?, Kuroko no basuke) - anime, 42 episodi (2021)
- Yashahime: Princess Half-Demon (半妖の夜叉姫?, Hanyō no yashahime) - anime, 7 episodi (2021)
- Il principe del tennis (テニスの王子様?, Tenisu no ōjisama) - anime, episodio 1x01 (2021)
- My Hero Academia (僕のヒーローアカデミア?, Boku no Hīrō Akademia) - anime, episodio 5x16 (2021)
- Vinland Saga (ヴィンランド･サガ?, Vinrando Saga) - anime, episodio 1x12 (2021)
- Re-Main (リメイン, Ri mein) - anime, 12 episodi (2021)
- Bee e PuppyCat (Bee and PuppyCat) - serie animata, episodio 1x16 (2022)
- Spirit Rangers - serie animata, episodio 1x06 (2022)
- Bleach (BLEACH ブリーチ) - anime, 19 episodi (2022-2024)
- One Piece (ONE PIECE - ワンピース?, Wan Pīsu) - anime, 17 episodi (2023)
- Hailey's on It! - serie animata, 2 episodi (2023)
- La leggenda di Vox Machina (The Legend of Vox Machina) - serie animata, 3 episodi (2023)
- RWBY - serie animata, 7 episodi (2023)
- Unicorn: Warriors Eternal - serie animata, 2 episodi (2023)
- Mech Cadets - serie animata, 7 episodi (2023)
- Adventure Time: Fionna e Cake (Adventure Time: Fionna and Cake) - serie animata, 2 episodi (2023)
- Monsters: 103 Passioni Inferno del Dragone (MONSTERS 一百三情飛龍侍極?, Monsutāzu Ippaku Sanjō Hiryū Jigoku) - ONA (2024)
- A casa dei Loud (The Loud House) - serie animata, episodio 7x19 (2024)
- Due Fantagenitori! - Esprimi un desiderio (Fairly OddParents: A New Wish) - serie animata, episodio 1x07 (2024)
- Uzumaki (うずまき?) - anime, 4 episodi (2024)
- Arcane - serie animata, 2 episodi (2024)
- Devil May Cry - serie animata (2025) - Vergil

### Videogiochi
- Fairy Fencer F (2014)
- Final Fantasy Type-0 HD (2015)
- Lord of Magna: Maiden Heaven (2015)
- Stella Glow (2015)
- Tales of Zestiria (2015)
- Xenoblade Chronicles X (2015)
- LEGO Dimensions (2015)
- LEGO Marvel Avengers (2016)
- Teenage Mutant Ninja Turtles: Mutants in Manhattan (2016)
- The Legend of Heroes: Trails of Cold Steel II' (2016)
- Final Fantasy XV (2016)
- Fire Emblem Heroes (2017)
- Persona 5 (2017)
- Nier: Automata (2017)
- Akiba's Beat (2017)
- Fire Emblem Echoes: Shadows of Valentia (2017)
- League of Legends (2017)
- Friday the 13th: The Game (2017)
- Agents of Mayhem (2017)
- Marvel vs. Capcom: Infinite (2017)
- Horizon Zero Dawn: The Frozen Wilds (2017)
- OK K.O.! Let's Play Heroes (2018)
- WarioWare Gold (2018)
- Marvel Powers United VR (2018)
- The Walking Dead: The Final Season (2018)
- Fist of the North Star: Lost Paradise (2018)
- Spyro: Reignited Trilogy (2018)
- Persona 5: Dancing in Starlight (2018)
- Just Cause 4 (2018)
- Crash Team Racing Nitro-Fueled (2019)
- Marvel Ultimate Alliance 3: The Black Order (2019)
- Fire Emblem: Three Houses (2019)
- Catherine: Full Body (2019)
- Daemon X Machina (2019)
- Code Vein (2019)
- Judgment (2019)
- Marvel Dimension of Heroes (2019)
- Death Stranding (2019)
- Grand Chase: Dimensional Chaser (2019)
- The Elder Scrolls Online (2019)
- One-Punch Man: A Hero Nobody Knows (2020)
- Persona 5 Royal (2020)
- Ghost of Tsushima (2020)
- The Legend of Heroes: Trails of Cold Steel IV (2020)
- Bugsnax (2020)
- Yakuza: Like a Dragon (2020)
- Spider-Man: Miles Morales (2020)
- Cyberpunk 2077 (2020)
- Re:Zero − Starting Life in Another World: The Prophecy of the Throne (2021)
- NieR Replicant ver.1.22474487139... (2021)
- Crash Bandicoot: On the Run! (2021)
- Shin Megami Tensei III: Nocturne HD Remaster (2021)
- Guilty Gear -STRIVE- (2021)
- Halo Infinite (2021)
- Lost Judgment (2021)
- Demon Slayer: Kimetsu no Yaiba – The Hinokami Chronicles (2021)
- Horizon Forbidden West (2022)
- Rune Factory 5 (2022)
- Fire Emblem Warriors: Three Hopes (2022)
- Hi-Fi Rush (2023)
- Granblue Fantasy: Relink (2023)
- Cookie Run: Kingdom (2023)
- Omega Strikers (2023)
- The Legend of Heroes: Trails into Reverie (2023)
- Persona 5 Tactica (2023)
- Armored Core VI: Fires of Rubicon (2023)
- Granblue Fantasy Versus: Rising (2023)
- Like a Dragon: Infinite Wealth (2024)
- Helldivers 2 (2024)
- Shadow Generations (2024)
- Doom: the Dark Ages (2025) [25]

### Web
- Critical Role - webserie, 28 episodi (2021-2024)

### Audiolibri
- Critical Role: Vox Machina – Kith & Kin, scritto da Marieke Nijkamp, Del Rey Books (2021)
- Critical Role: The Mighty Nein – The Nine Eyes of Lucien, scritto da Madeleine Roux, Penguin Random House (2022)
- Critical Role: Bells Hells - What Doesn't Break, scritto da Cassandra Khaw, Penguin Random House (2024)